# Осминкин, Александр Александрович
Александр Александрович Осми́нкин (1905—1971) — советский инженер-металлург.

## Биография
Родился 12 (25 декабря) 1905 года в Новочеркасске Области Войска Донского (ныне — Ростовская область).
В 1921—1926 годах — рассыльный на заводе «Баррикады», помощник слесаря на заводе «Электросила» (Царицын). Окончил Царицынский механический техникум имени Ньютона.
После окончания Северо-Кавказского металлургического института в Новочеркасске (1931) работал инженером мартеновского цеха на сталинградском заводе «Красный Октябрь».
В 1933—1948 годах на Златоустовском металлургическом заводе: начальник участка отделки и подготовки к отгрузке металла прокатного цеха № 2, мастер станов «400» и «800», старший инженер исследовательского отдела, начальник мартеновского цеха № 1 (1939), старший инженер мартеновской секции ЦЗЛ (1941), начальник металловедческой лаборатории (1942), заместитель начальника ЦЗЛ (с 1943), главный инженер (1945).
С 1948 года зам. директора Уральского НИИ чёрных металлов.
Умер 22 октября 1971 года в Свердловске. Похоронен на Широкореченском кладбище.

## Награды и премии
- Сталинская премия первой степени (1943) — за разработку и внедрение в производство новой технологии выплавки стали для военной промышленности